# 卡西姆巴扎尔
卡西姆巴扎尔（Kasim Bazar），是印度西孟加拉邦Murshidabad县的一个城镇。总人口10175（2001年）。

## 人口
该地2001年总人口10175人，其中男性5243人，女性4932人；0—6岁人口960人，其中男461人，女499人；识字率77.84%，其中男性为83.04%，女性为72.30%。